# Lasthenia debilis
Lasthenia debilis là một loài thực vật có hoa trong họ Cúc. Loài này được (Greene ex A.Gray) Ornduff mô tả khoa học đầu tiên năm 1966.